# Floruit
Floruit (скраћено fl. или повремено flor. од латинског „ процветао“) означава датум или период током којег се знало да је особа била жива или активна. У енглеском језику, нескраћена реч се такође може користити као именица која означава време када је неко био на врхунцу свог деловања, када је цветао.
Термин се често користи у историји уметности када се датира каријера уметника. У овом контексту, означава период уметничке делатности појединца.
У неким случајевима, може се заменити речима „активан између [датум] и [датум] “, у зависности од контекста и ако простор или стил дозвољавају.